# تاراسنا د لا مانچا

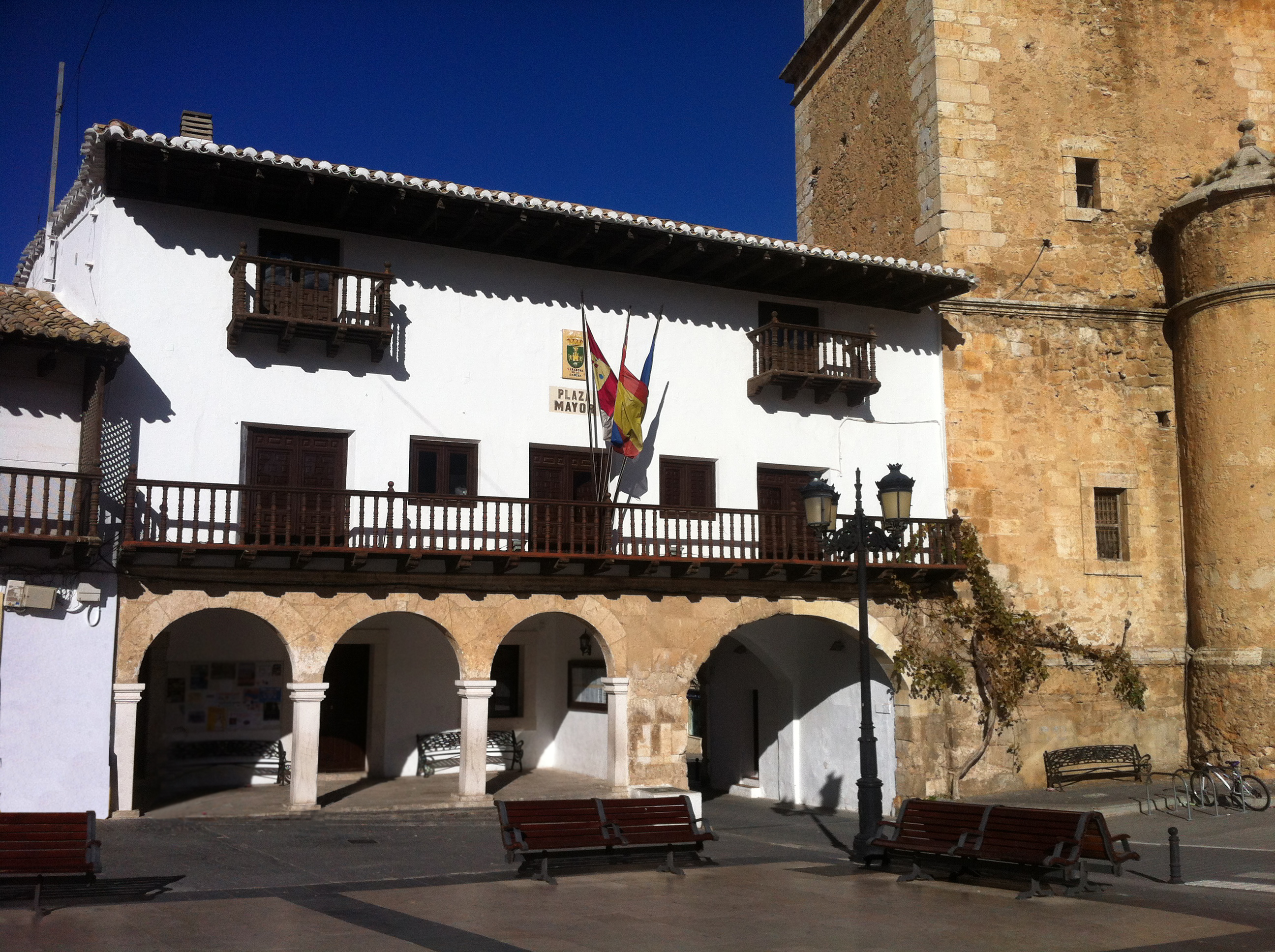
نمایی از ساختمان شورای دهستان تاراسنا د لا مانچا در آلباستهٔ اسپانیا - ۲۰۱۴

تاراسنا د لا مانچا دهستانی در استان آلباستهٔ اسپانیا است.
در این دهستان ۶۵۷۶ نفر زندگی می‌کنند. مساحت این دهستان ۲۱۲٫۵۲ کیلومتر مربع است.